# Na Jeong-seon
Na Jeong-seon (나정선?; 1941 – 26 agosto 2024) è stata una cestista e allenatrice di pallacanestro sudcoreana.

## Carriera
Con la Corea del Sud ha disputato i Campionati del mondo del 1964.